# Sahnoune Gouda
Bagnan Sahnoune Gouda (ur. 12 grudnia 1978 w Parakou) – beniński piłkarz występujący na pozycji napastnika.
W reprezentacji Beninu zadebiutował 30 sierpnia 1996 w zremisowanym 0:0 meczu z el. do PNA 1998 z Mauretanią. W latach 1996–1997 w drużynie narodowej rozegrał cztery spotkania.